# Ostrzarka

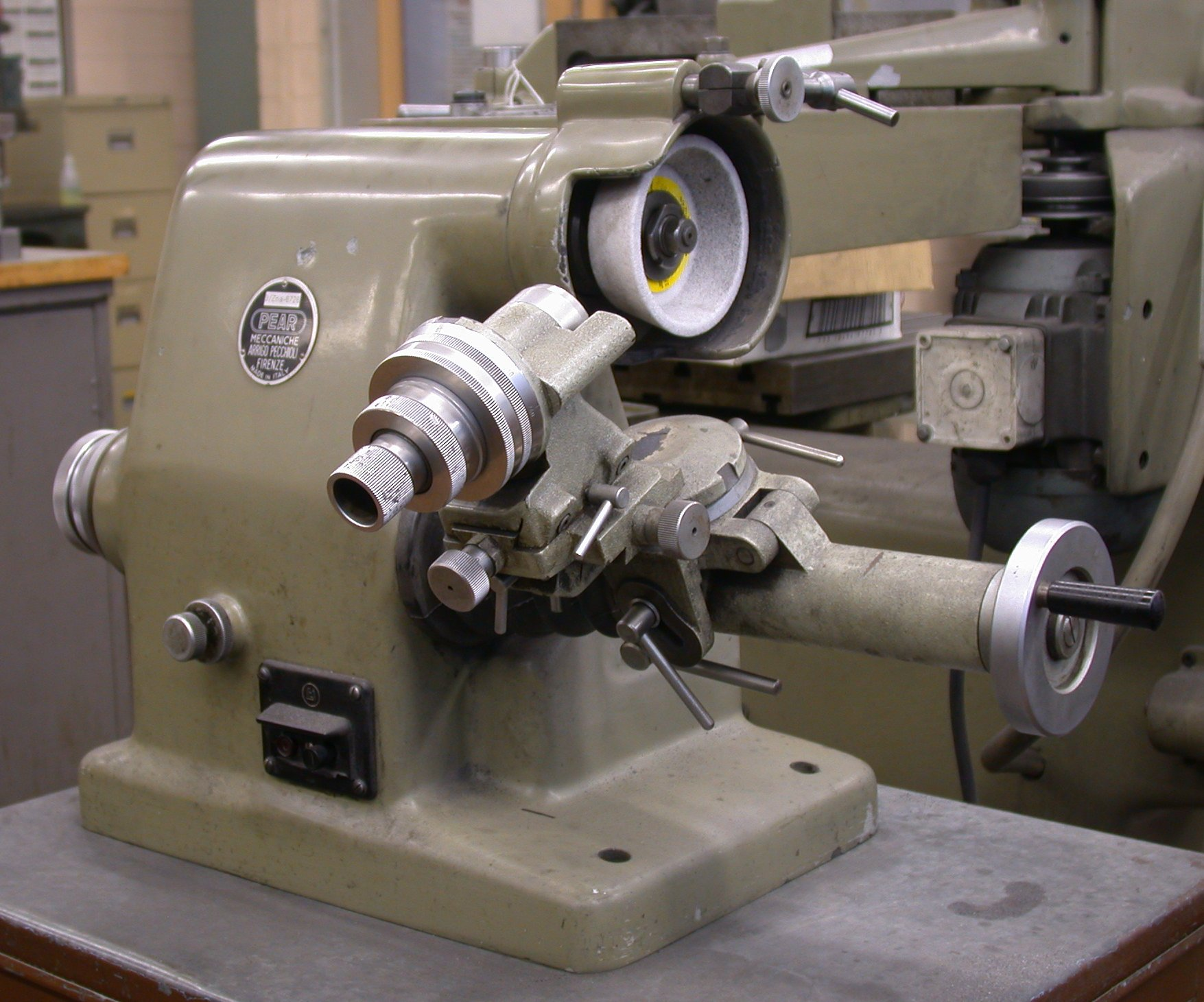
Szlifierka do ostrzenia narzędzi

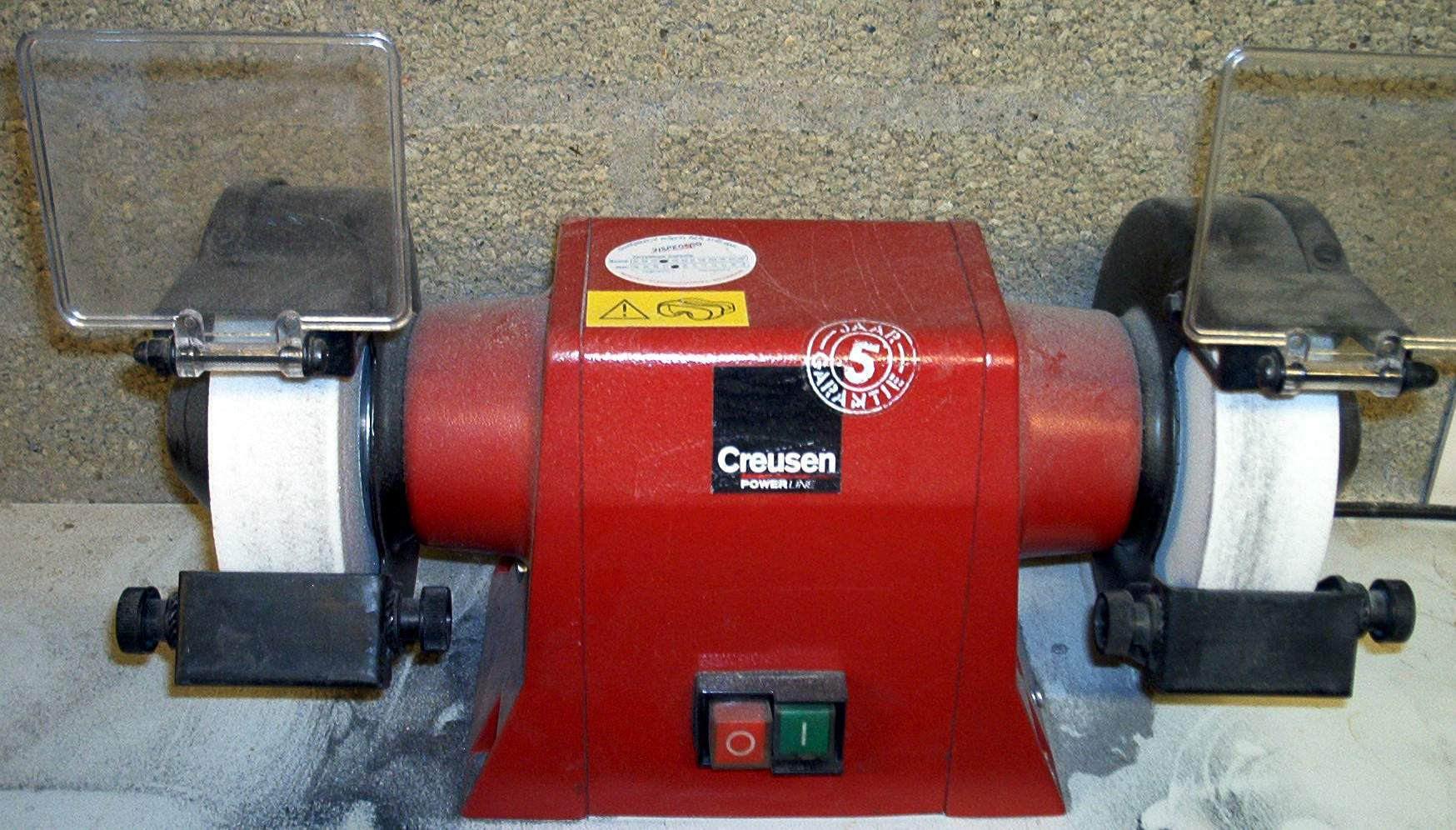
Ostrzarka stołowa bez uchwytów do narzędzi

Ostrzarka - urządzenie mechaniczne służące do ostrzenia części roboczych (ostrzy) narzędzi skrawających. Ostrzarki mechaniczne składają się najczęściej ze szlifierki i uchwytu do mocowania ostrzonych narzędzi.